# Route 1 (Colombie-Britannique)
Pour les articles homonymes, voir Route 1.
La route 1 est une route majeure de la Colombie-Britannique. Elle est la principale route du sud de la province, reliant la grande région de Vancouver au reste du pays vers l'est. Elle relie également Vancouver et l'Île de Vancouver à Victoria, la capitale de la province.
La route 1 fait partie de la route transcanadienne, et constitue le segment sud et principal de cette dernière. L'autre branche de la transcanadienne est situé sur la route 16, plus au nord. Comme dans toutes les provinces de l'Ouest canadien, l'axe principal de la route transcanadienne porte le numéro «1».
La route 1 est la plus longue route ouest / est de la province et elle est la principale autoroute du grand Vancouver. Elle possède de nombreuses sections autoroutières ainsi que d'autres sections lentes et parfois sinueuses. Elle est la route la plus empruntée de la province, et la congestion y est fréquente à Vancouver, où elle est la seule autoroute continue. Elle parcourt un total de 1 047 km (651 mi) et passe par les villes de Victoria, Nanaimo, Vancouver, Hope, Kamloops, Salmon Arm, Revelstoke et Golden.
Le tracé de la route 1 est entrecoupé par un traversier entre le territoire principal de la province et l'Île de Vancouver. Le traversier relie Horseshoe Bay à Nanaimo. À l'extrémité est de la route 1, elle traverse les Rocheuses et se termine à la frontière avec l'Alberta au Col du Cheval-qui-Rue en se poursuivant en tant que la route 1 vers Calgary.

## Description du tracé

### Île de Vancouver
Le terminus ouest de la route 1 en Colombie-Britannique, et par le fait même de l'axe principal de la route transcanadienne, est situé au sud de la capitale de la province, Victoria. Il est situé au "mile 0", à la jonction entre Douglas Street et Dallas Road, dans l'extrême sud de l'île. La route 1 commence par traverser toute la ville de Victoria en étant une artère majeure, la Douglas Street, qui passe directement dans la ville en possédant de nombreuses intersections Elle croise la route 17, vers la péninsule de Saanich. La route 1, toujours en se dirigeant vers le nord, entre dans le territoire de Saanich en possédant des voies séparées. Elle courbe vers l'ouest dans le centre de la ville, puis devient une autoroute complète. Elle possède ensuite cinq échangeurs qui mènent vers Colwood et Langford, les banlieues ouest de Victoria. Un peu plus à l'ouest, à Goldstream, elle courbe vers le nord pour traverser le Parc provincial de Goldstream et la réserve régionale de Sooke Hills. Elle redevient une route principale et agricole, nommée la Malahat Drive. Elle suit ensuite la rive ouest du bras de mer Finlayson, en ayant de nombreuses courbes vers l'est. Elle redevient alors une route divisée alors qu'elle se dirige vers l'Aéroport international de Victoria, situé à l'est de la route. Elle continue son trajet vers le nord en traversant un territoire valloneux et forestier, vers Cowichan Bay et Duncan, petites municipalités qu'elle traverse. Quarente kilomètres plus au nord, elle traverse la ville de Ladysmith et entre ensuite dans le territoire de la ville de Nanaimo, dernière ville de l'île qu'elle traverse.
Elle passe à l'ouest de l'Aéroport de Nanaimo et devient une route principale avec quelques échangeurs. Environ deux kilomètres plus au nord, elle croise à nouveau la route 19 et devient ensuite une rue divisée dans Nanaimo, la Nicola Street puis la Terminal Avenue. Dans le centre de Nanaimo, elle est la principale artère nord / sud. Elle croise la route 19A et bifurque vers le nord pour atteindre le traversier vers Horseshoe Bay.

### Grand Vancouver

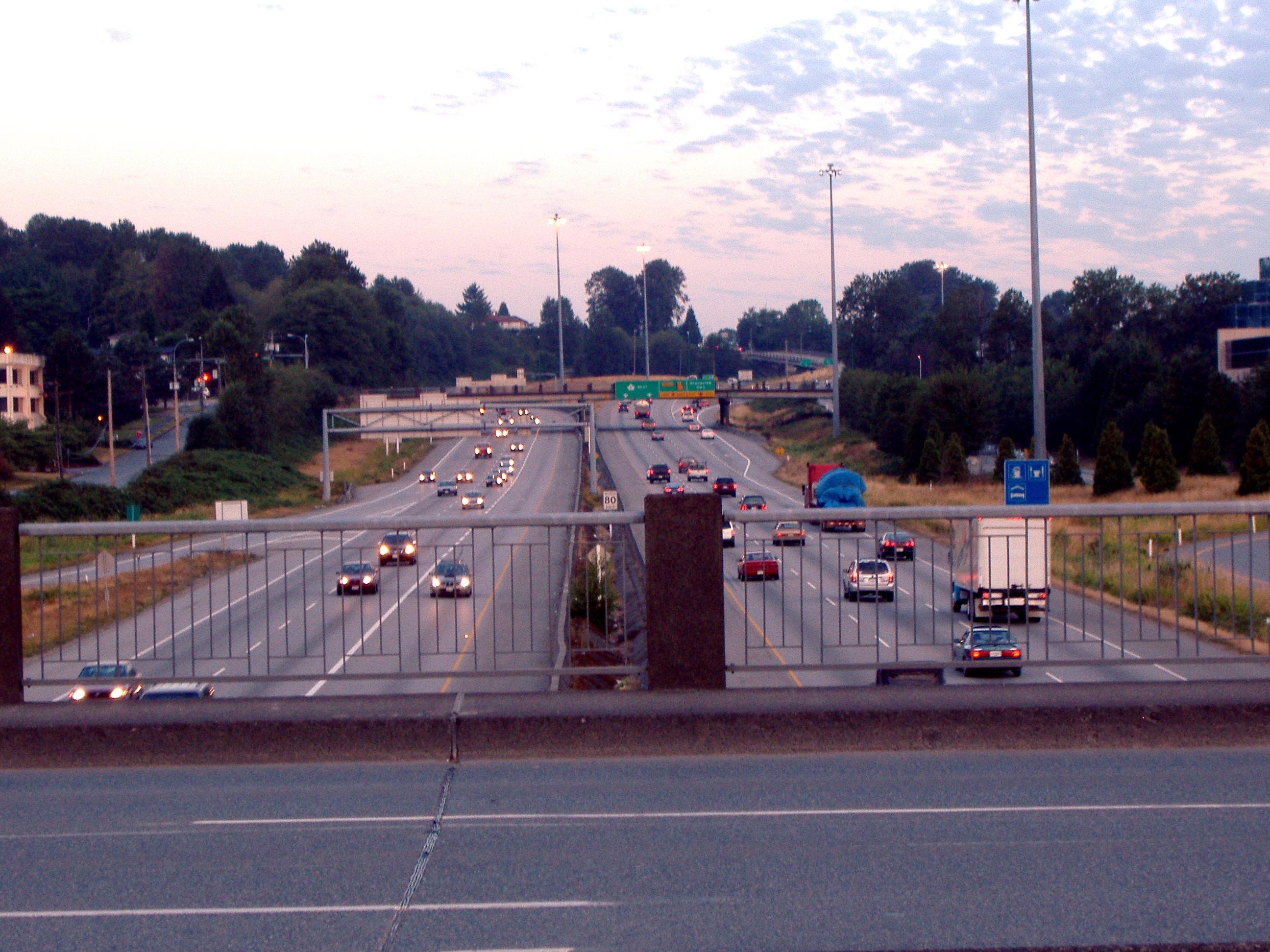
L'autoroute 1 direction ouest alors qu'elle entre dans le territoire de la ville de Vancouver.

La route 1 arrive sur le traversier à Horseshoe Bay, petite communauté située au nord-ouest de l'agglomération de Vancouver. Elle se dirige d'abord vers le sud sur une courte distance en montant la côte escarpée du littoral, puis courbe vers le nord-est pour croiser la route 99, (Sea-to-Sky Highway). La route 1 devient ensuite une autoroute divisée et à accès limité aux limites de West Vancouver, alors qu'au kilomètre 2.5, elle possède une longue courbe vers le sud pour suivre le côté nord de Marine Drive, qui est située le long de l'eau. La route 1 courbe ensuite vers l'est sud une distance de 14 km (9 mi), en ayant quelques échangeurs la reliant aux rues nord / sud de West Vancouver, dont les 21th et 15th Street. Elle est nommée la Upper Levels Highway dans cette section.
Entre les sorties 2 et 13, elle forme un multiplex avec la route 99. Ce multiplex prend fin à la hauteur de la sortie 13, où la route 1 continue le tracé autoroutier. Elle continue vers l'est jusqu'à la sortie 19 et se courbe légèrement vers le sud-est pour traverser le secteur de Lynn Valley entre les kilomètres 19 et 22. Elle bifurque ensuite vers le sud pour traverser la Baie Burrard sur le pont Ironworkers Memorial Bridge.
Entre les kilomètres 25 et 28, la route 1 est une autoroute majeure qui possède beaucoup d'échangeurs. Elle compte plus de huit voies à partir du kilomètre 28, où elle tourne vers l'est pour atteindre le secteur de Burnaby entre les kilomètres 29 et 37. Elle passe ensuite au sud du parc régional du lac Burnaby. Elle contourne par la suite New Westminster par le nord entre les kilomètres 37 et 40, une importante banlieue de Vancouver. Elle suit alors la rive nord du fleuve Fraser entre les kilomètres 40 et 44, en se dirigeant vers l'est. Elle traverse le secteur de Maillardville et de l'ouest de Coquitlam. Au kilomètre 44, elle croise la route 7, qui se dirige vers Port Coquitlam. Tout de suite après l'échangeur, l'autoroute traverse le fleuve Fraser pour atteindre la ville de Surrey,.

### Section autoroutière: de Vancouver à Hope

Le tracé de la section autoroutière de la route 1 entre Hope et Vancouver.

Pour quitter la grande région de Vancouver, elle traverse le nord de la ville de Surrey. Elle se dirige vers le sud-est sur une longue ligne droite en traversant le territoire urbanisé de Surrey, puis traverse le nord-est de Langley. Toujours en étant une autoroute à accès limité, elle se dirige maintenant dans le territoire relativement plat et agricole de la vallée du fleuve Fraser, qu'elle suit au sud. Elle atteint ensuite la ville d'Abbotsford entre les kilomètres 85 et 95, ou elle croise la route 11. Elle cesse de se diriger vers le sud-est au kilomètre 85, alors qu'elle courbe vers l'est pour devenir parallèle à la frontière entre le Canada et les États-Unis, qu'elle suit de très près alors qu'elle passe au sud d'Abbotsford (environ 2 km (1,2 mi) au nord). Après Abbotsford, toujours en étant une autoroute divisée, elle bifurque vers le nord-est sur une distance de 20 kilomètres pour passer au sud de Chilliwack. Le territoire devient subitement montagneux aux alentours du kilomètre 125, alors que la route 1 fait son entrée dans les Rocheuses.
Après Chilliwack, elle grimpe et se dirige vers le nord-est, tout en suivant le sud du fleuve Fraser. Elle compte de nombreuses courbes pour traverser le territoire plus escarpé. À la hauteur du kilomètre 170, la route 1 se détache de la section autoroutière pour traverser la ville de Hope en empruntant la Water Avenue. Les routes 3 et 5 continuent vers l'est sur l'autoroute, vers le Col de Coquihalla.

### Vallée du fleuve Fraser

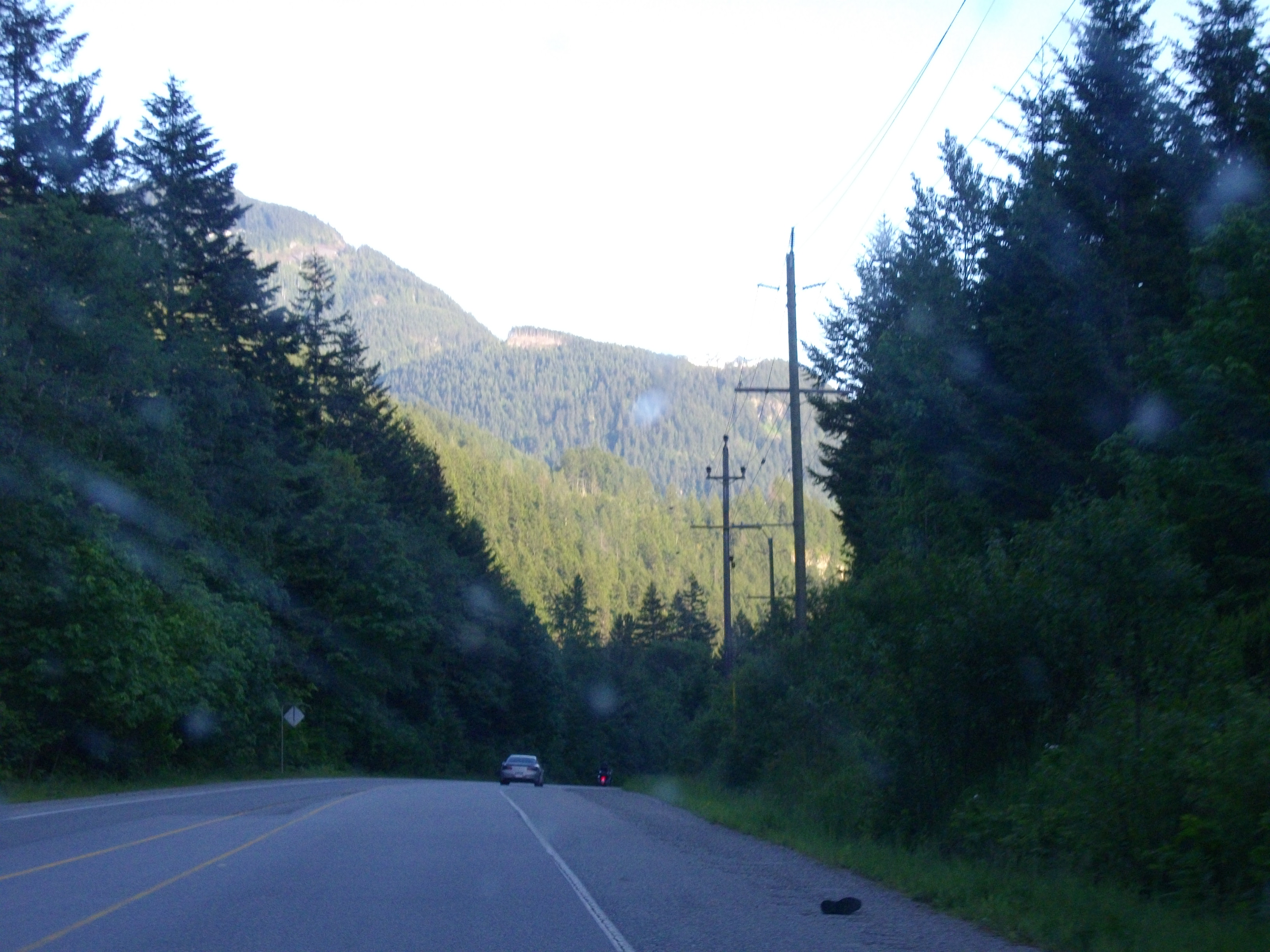
La 1 en direction Est entre Hope et Yale, alors qu'elle suit de très près le tracé du fleuve Fraser dans ce segment.

Après sa traversée de la ville de Hope, la route traverse le fleuve Fraser et devient une route à deux voies non-séparées moins empruntée que la section autoroutière précédente. La route 1 a un échangeur avec la route 7, puis elle se dirige vers le nord sur une distance de 106 km (66 mi), en suivant de près le fleuve. Dans ce segment, elle ne traverse que deux communautés; Yale et Boston Bar. Elle enjambe le fleuve une seule fois, près du Hell's Gate Canyon et devient, pour une courte distance, une route à voies divisées dans les environs de Lytton, où elle croise la Route 12 en courbant d'une manière prononcée vers l'est. Elle continue de se diriger vers l'est sur 10 km (6 mi) en courbant beaucoup, puis revient vers le nord en atteignant Spences Bridge, où elle croise la route 8. Elle continue de se diriger vers le nord sur 40 km (25 mi) en suivant la rive ouest du fleuve Fraser et traverse le territoire montagneux de la région. Elle croise ensuite la Route 97C à Ashcroft, et, 5 km (3,1 mi) plus au nord, la route 1 bifurque vers l'est en dévient de la route principale à Cache Creek pour continuer de suivre le fleuve en se dirigeant vers l'est. La route principale se continue en tant que route 97 vers Williams Lake, Prince George, Dawson Creek et, ultimement, la Route de l'Alaska, beaucoup plus au nord.
La route 1 traverse un plateau sur une distance de 73 km (45 mi) en suivant le fleuve Fraser tout en formant un multiplex avec la route 97. Elle retrouve ensuite la route 5, (Coquihalla Highway).

### Kamloops et les environs

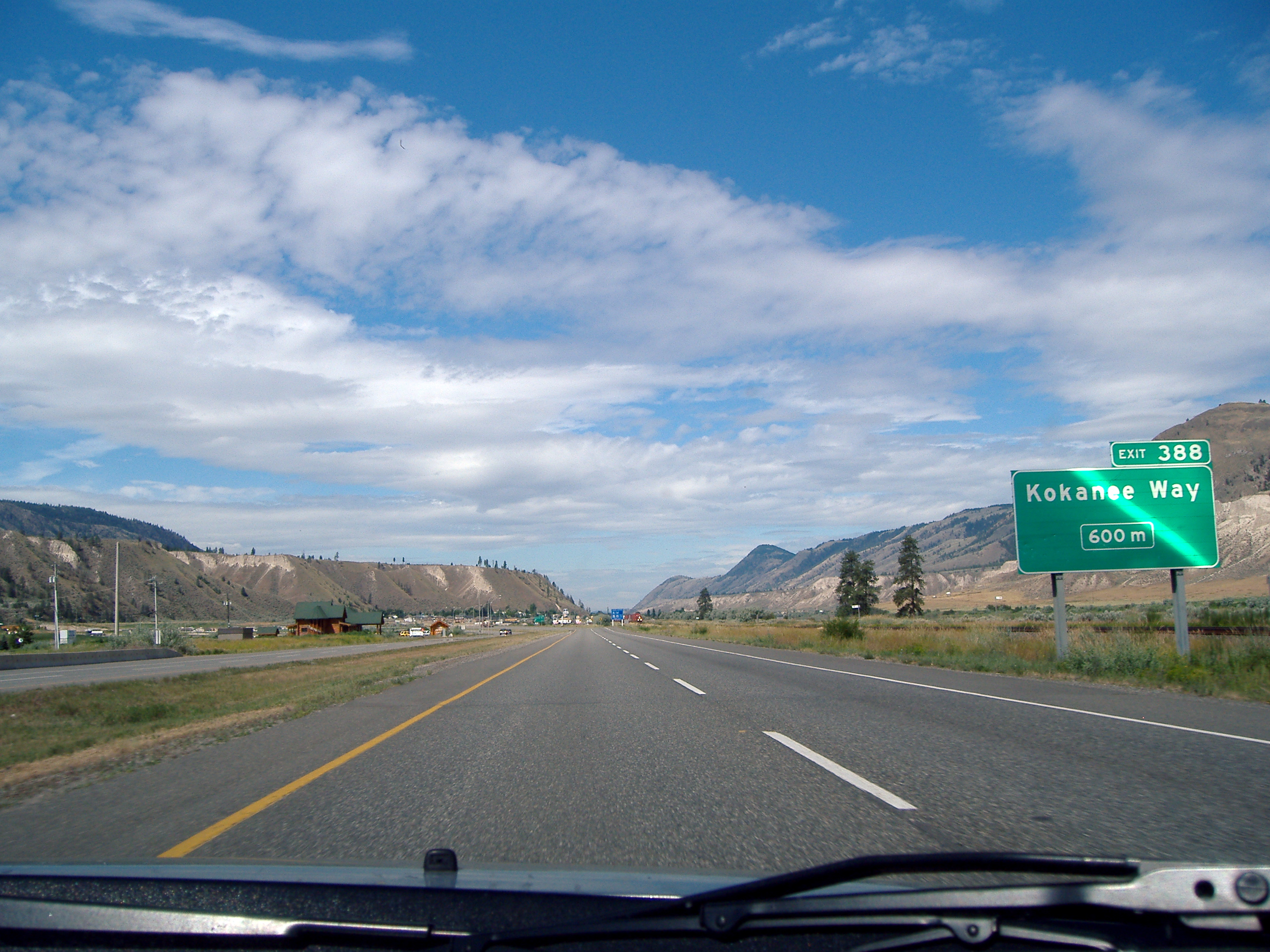
L'autoroute de contournement de Kamloops, vue en direction ouest à l'est de la ville.

La route 1 s'intègre à nouveau à la section autoroutière, alors qu'elle se dirige vers l'est en multiplex avec la route 5 jusqu'à l'est de Kamloops. En même temps que les routes se séparent, la route 1 cesse d'être une autoroute et devient une voie rapide à chaussées divisées. Elle longe la rivière Thompson Sud vers l'est et le nord-est en ayant quelques intersections et quelques échangeurs. À l'est de Pritchard, elle devient une route à deux voies. Elle passe ensuite par Chase et Blind Bay avant de bifurquer vers le sud-est jusqu'à Salmon Arm.

### Salmon Arm à Golden
La route traverse la ville de Salmon Arm en étant une voie rapide à chaussées divisées. Elle croise la route 97B à l'est de la ville et continue de suivre la rive sud du White Lake sur une distance d'environ 27 km (17 mi) jusqu'à Sicamous, où elle croise la route 97A. Les prochains 60 km (37 mi) de la route 1 traversent un territoire beaucoup plus isolé et montagneux, en plus de compter plusieurs pentes et courbes. La route atteint la ville de Revelstoke, où elle croise la route 23. Elle contourne la ville par le nord-est, puis s'enfonce dans les Rocheuses pour traverser un territoire encore plus escarpé et abrupt. Elle atteint le col Rogers, qui est situé à plus de 1 200 m (3 937 pi) d'altitude, en traversant le fuseau horaire séparant celui du Pacifique de celui des Rocheuses. Après le col Rogers, elle tourne vers l'est à 90° pour rejoindre Donald. Cette section de la route est sujette aux fermetures temporaires en hiver en raison des conditions routières parfois difficiles. Elle se dirige par la suite vers le sud-est pour arriver dans la ville de Golden, où elle rencontre le terminus nord de la route 95. Elle passe à l'est de la ville de Golden, en possédant un échangeur et une intersection qui mènent vers la ville.

### Golden à l'Alberta
Juste après Golden, elle devient pour une courte distance une autoroute à accès limité en se dirigeant vers le sud-est, jusqu'à Leancholl, où elle entre dans le Parc national de Yoho. Dans cette municipalité, elle effectue un virage à plus de 180° pour grimper dans la vallée jusqu'à Field, petit village situé 30 km (19 mi) au nord. En plein cœur du Parc national de Yoho, elle devient à nouveau, pour une très courte distance, une autoroute à accès limité pour se relier à la route 1 d'Alberta. Elle traverse la frontière entre l'Alberta et la Colombie-Britannique à environ 1 500 m (4 921 pi) d'altitude, à la hauteur du Col du Cheval-qui-Rue. La ville de Lake Louise est située 10 km (6 mi) à l'est de la frontière, celle de Banff à 60 km (37 mi) et Calgary se trouve 180 km (112 mi) plus loin.

## Frontière interprovinciale
À son terminus est, la route 1 traverse la frontière entre la Colombie-Britannique et l'Alberta au sommet des Rocheuses, à la jonction des bassins versants des prairies canadiennes (baie d'Hudson et le Mississippi) et du Pacifique. À une hauteur de 1 500 m (4 921 pi), c'est le plus haut point sur l'axe principal de la route transcanadienne sur toute sa traversée du Canada. Elle quitte le Parc national de Yoho en traversant la frontière pour entrer dans le Parc national Banff en Alberta.

## Terminus ouest de la route transcanadienne

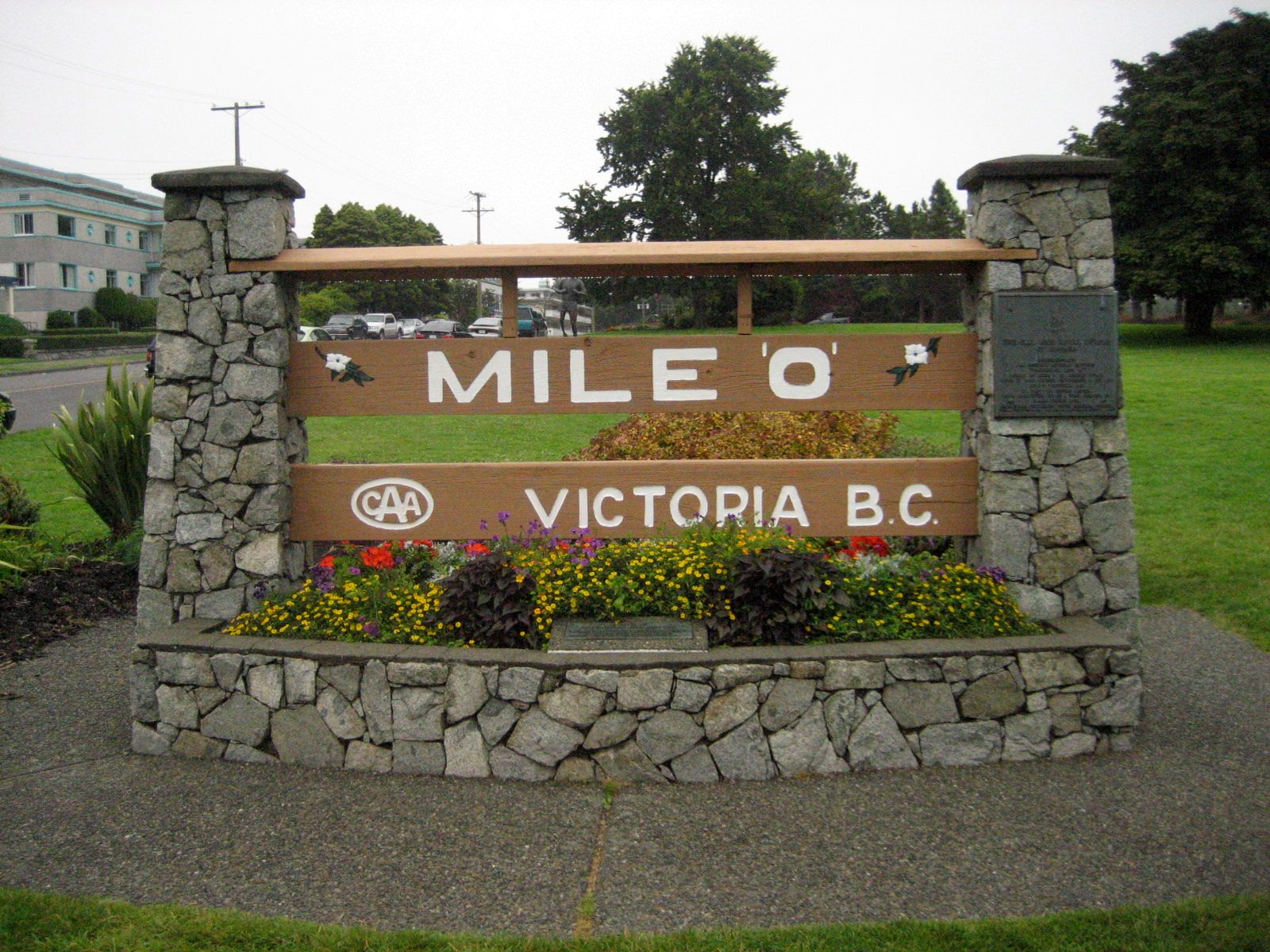
Le terminus ouest de la route transcanadienne à Victoria.

Au sud de la capitale provinciale, Victoria, se trouve le terminus ouest de la route 1. Ce point est également le terminus ouest de l'axe principal de la route transcanadienne. Il est situé à l'intersection des rues Douglas et Dallas dans l'extrême sud de l'Île de Vancouver. De ce point, la route transcanadienne parcourt un peu moins de 8 000 km (4 971 mi) jusqu'à Saint-Jean de Terre-Neuve.

## Traversier

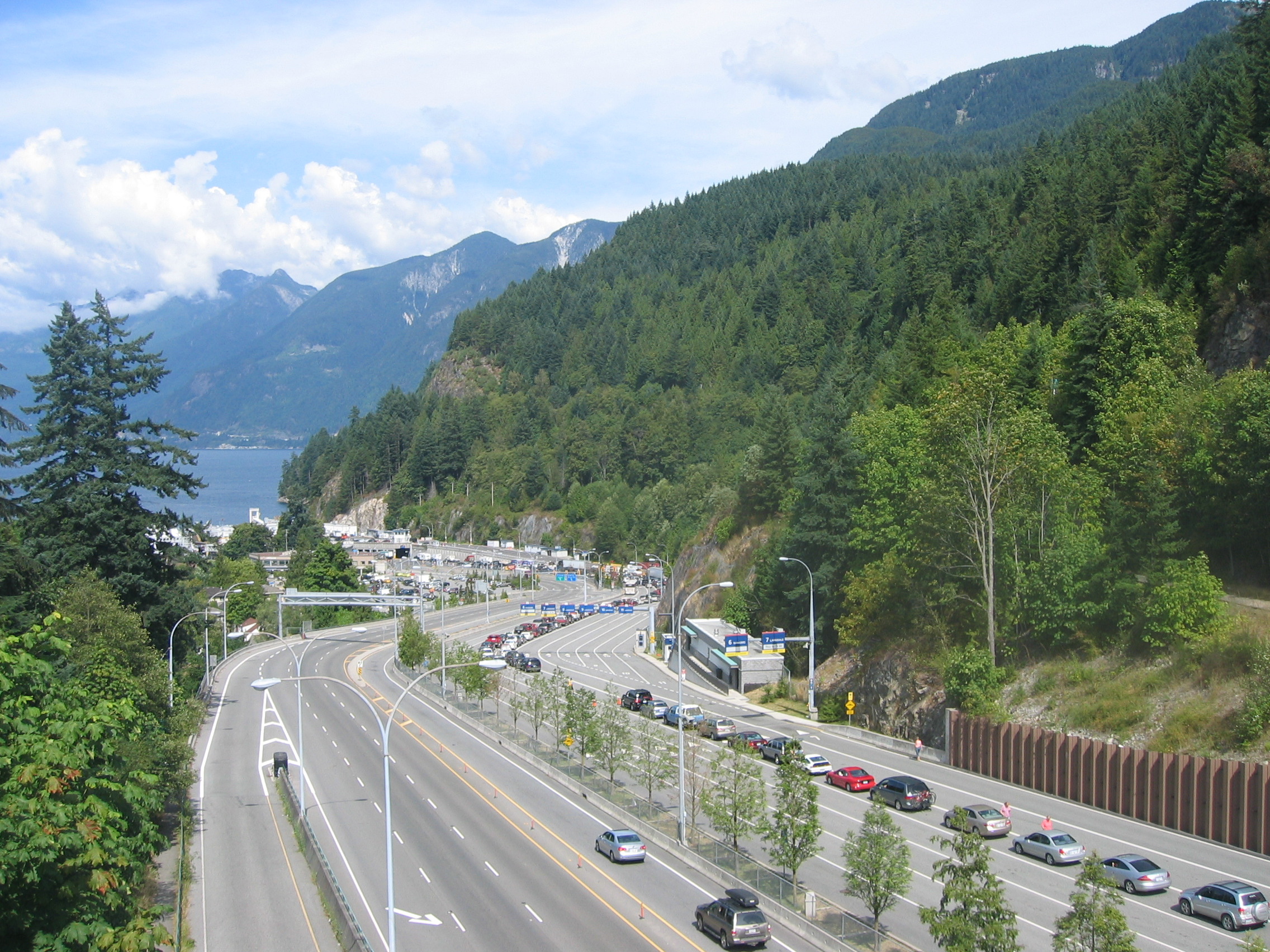
L'extrémité ouest de la route 1 (tracé principal), où les automobilistes sont en attente du traversier à Horseshoe Bay.

Entre l'Île de Vancouver et le territoire principal de la Colombie-Britannique, un réseau de traversier relie Nanaimo et Horseshoe Bay. La traversée entre les deux points dure 1 heure et parcourt un peu plus de 50 km (31 mi). Pour y accéder, à Horseshoe Bay, onze voies sont disponibles au début puis deviennent plus de vingt voies d'attente, tandis que du côté de Nanaimo, cinq voies deviennent plus de trente-six voies d'attente séparées pour les automobilistes ou les camions.

## Limites de vitesses
Sur l'Île de Vancouver, la limite de vitesse varie entre 90 et 100 km/h, excepté dans les villes de Victoria, Ladysmith et Nanaimo, où elle descend à 50 km/h. Sur la section autoroutière du tracé principal, elle est de 100 km/h entre les kilomètres 1 et 40, puis augmente à 110 km/h et 120 km/h jusqu'à Hope. Par la suite, de Hope à Kamloops, elle est majoritairement de 90 km/h mais peu descendre à 70 km/h dans les zones urbaines. Autour de Kamloops, elle est de 100 km/h, à Salmon Arm elle diminue à 50 km/h, puis, pour le reste de son tracé, elle est presque toujours de 90 km/h, excepté à Revelstoke et Golden. Au col Rogers, la vitesse suggérée est toutefois plus basse.

## Intersections majeures
| District régional                                                                                | Ville                            | km                                             | Sortie                                                                | Destinations | Notes |
| ------------------------------------------------------------------------------------------------ | -------------------------------- | ---------------------------------------------- | --------------------------------------------------------------------- | --- | --- |
| Capitale                                                                                         | Victoria                         | 0,00                                           |                                                                       | Dallas Road | Mile 0 de la route transcanadienne |
| Capitale                                                                                         | Victoria                         | 1,20                                           |                                                                       | BC-17 (Blanshard Street) – Sidney, Aéroport, Traversiers                                                               | Accès direction nord seulement; BC Ferries vers Vancouver et les Gulf Islands                                                                       |
| Capitale                                                                                         | Victoria                         | 1,30                                           |                                                                       | BC-17 (Belleville Street) – Traversiers                                                                                | Black Ball Ferries vers Port Angeles; Victoria Clipper vers Seattle (passagers seulement)                                                           |
| Capitale                                                                                         | Saanich                          | 6,79                                           |                                                                       | Burnside Road / Interurbain Road                                                                                       | Sortie direction sud seulement |
| Capitale                                                                                         | Saanich                          | 7,52                                           | 6                                                                     | McKenzie Avenue vers BC-17 est – Sidney, Aéroport, Traversiers                                                         | |
| Capitale                                                                                         | View Royal                       | 9,59                                           | 8                                                                     | Helmcken Road | |
| Capitale                                                                                         | View Royal                       | 11,30                                          | 10                                                                    | West Burnside Road – Colwood, View Royal                                                                               | Sortie direction nord, entrée direction sud |
| Capitale                                                                                         | View Royal                       | 12,24                                          | 11                                                                    | Six Mile Road – View Royal, Colwood                                                                                    | Sortie direction sud , entrée direction nord |
| Capitale                                                                                         | Langford                         | 15,29                                          | 14                                                                    | BC-14 ouest / Millstream Road – Highlands, Sooke, Port Renfrew                                                         | Terminus est de la BC-14 |
| Capitale                                                                                         | Langford                         | 15,94                                          | 15                                                                    | McCallum Road | Sortie direction nord seulement |
| Capitale                                                                                         | Langford                         | 16,77                                          | 16                                                                    | Leigh Road / Bear Mountain Parkway                                                                                     | |
| Cowichan Valley                                                                                  |                                  | 37,88                                          |                                                                       | Mill Bay Road – Traversier, Brentwood Bay                                                                              | Échangeur |
| Cowichan Valley                                                                                  | Mill Bay                         | 43,93                                          |                                                                       | Deloume Road – Traversier, Brentwood Bay                                                                               | |
| Cowichan Valley                                                                                  | North Cowichan                   | 67,24                                          |                                                                       | BC-18 ouest / Herd Road – Lac Cowichan                                                                                 | Terminus est de la BC-18 |
| Cowichan Valley                                                                                  | North Cowichan                   | 74,04                                          |                                                                       | BC-1A nord (Mount Sicker Road) – Crofton, Île Saltspring                                                               | Terminus sud de la BC-1A; route non-indiquée |
| Cowichan Valley                                                                                  | North Cowichan                   | 78,42                                          |                                                                       | Henry Road – Chemainus, Île Thetis, Île Penelakut                                                                      | |
| Cowichan Valley                                                                                  | Ladysmith                        | 88,19                                          |                                                                       | BC-1A sud (Davis Road) / Chemainus Road                                                                                | Terminus nord de la BC-1A; route non-indiquée |
| Nanaimo                                                                                          | Cassidy                          | 98,98                                          |                                                                       | Spitfire Way – Aéroport                                                                                                | |
| Nanaimo                                                                                          | Cassidy                          | 101,38                                         |                                                                       | Nanaimo River Road / Fry Road                                                                                          | Échangeur |
| Nanaimo                                                                                          | Nanaimo                          | 105,75                                         | 7                                                                     | BC-19 est – Traversier de Duke Point                                                                                   | Terminus sud du multiplex avec la BC-19; sortie 7 en direction sud                                                                                  |
| Nanaimo                                                                                          | Nanaimo                          | 107,69                                         |                                                                       | BC-19 nord – Parksville, Campbell River                                                                                | Terminus nord du multiplex avec la BC-19 |
| Nanaimo                                                                                          | Nanaimo                          | 112,85                                         |                                                                       | Front Street – Île Gabriola                                                                                            | |
| Nanaimo                                                                                          | Nanaimo                          | 113,61                                         |                                                                       | Terminal Avenue vers BC-19 nord – Parksville, Campbell River                                                           | |
| Nanaimo                                                                                          | Nanaimo                          | 115,67                                         |                                                                       | BC-19 nord (Brechin Road) – Parksville                                                                                 | |
| Nanaimo                                                                                          | Nanaimo                          | 115,67                                         | Quai de Departure Bay                                                 | | |
| Détroit de Géorgie                                                                               | Détroit de Géorgie               |                                                | BC Ferries entre Departure Bay et Horseshoe Bay                       | BC Ferries entre Departure Bay et Horseshoe Bay                                                                        | BC Ferries entre Departure Bay et Horseshoe Bay |
| Metro Vancouver                                                                                  | West Vancouver                   | 0,00                                           |                                                                       | Vers BC-101 nord – Gibsons, Powell River                                                                               | Accès direction ouest seulement via BC Ferries |
| Metro Vancouver                                                                                  | West Vancouver                   | 0,00                                           | Quai de Horseshoe Bay                                                 | | |
| Metro Vancouver                                                                                  | West Vancouver                   | 0,61                                           | 0                                                                     | Marine Drive | Sortie direction est seulement |
| Metro Vancouver                                                                                  | West Vancouver                   | 1,84                                           | 2                                                                     | Eagleridge Drive vers Marine Drive                                                                                     | Sortie direction est seulement; accès direction est à la BC-99 nord                                                                                 |
| Metro Vancouver                                                                                  | West Vancouver                   | 2,21                                           | 3                                                                     | BC-99 nord (Sea to Sky Highway) – Squamish, Whistler                                                                   | Terminus ouest du multiplex avec la BC-99; sortie direction ouest, entrée direction est                                                             |
| Metro Vancouver                                                                                  | West Vancouver                   | 4,29                                           | 4                                                                     | Woodgreen Drive / Headland Drive                                                                                       | |
| Metro Vancouver                                                                                  | West Vancouver                   | 6,95                                           | 7                                                                     | Wentworth Avenue / Westmount Road                                                                                      | |
| Metro Vancouver                                                                                  | West Vancouver                   | 8,54                                           | 8                                                                     | Cypress Bowl Road | |
| Metro Vancouver                                                                                  | West Vancouver                   | 9,94                                           | 10r                                                                   | 22nd Street | Sortie direction est seulement |
| Metro Vancouver                                                                                  | West Vancouver                   | 10,59                                          | 10r                                                                   | 21st Street / Westhill Drive                                                                                           | Pas de sortie en direction est |
| Metro Vancouver                                                                                  | West Vancouver                   | 11,46                                          | 11                                                                    | 15th Street | |
| Metro Vancouver                                                                                  | West Vancouver                   | 13,15                                          | 13                                                                    | BC-99 sud (Taylor Way) – Vancouver, Aéroport                                                                           | Terminus est du multiplex avec la BC-99 |
| Metro Vancouver                                                                                  | North Vancouver (District)       | 14,59                                          | 14                                                                    | Capilano Road | |
| Metro Vancouver                                                                                  | North Vancouver (District)       | 15,51                                          | 15                                                                    | Lloyd Avenue | Direction ouest seulement |
| Metro Vancouver                                                                                  | North Vancouver (ville)          | 16,75                                          | 17                                                                    | Westview Drive | |
| Metro Vancouver                                                                                  | North Vancouver (ville)          | 17,92                                          | 18                                                                    | Lonsdale Avenue | |
| Metro Vancouver                                                                                  | North Vancouver (District)       | 19,40                                          | 19                                                                    | Lynn Valley Road | |
| Metro Vancouver                                                                                  | North Vancouver (District)       | 21,37                                          | 21                                                                    | Mountain Highway | Indiqué sortie 22A en direction ouest |
| Metro Vancouver                                                                                  | North Vancouver (District)       | 22,17                                          | 22                                                                    | Mount Seymour Parkway / Lillooet Road                                                                                  | |
| Metro Vancouver                                                                                  | North Vancouver (District)       | 22,88                                          | 23                                                                    | Main Street / Dollarton Highway                                                                                        | Indiqué sortie 23A (Main Street) et 23B (Dollarton Highway) en direction ouest                                                                      |
| Metro Vancouver                                                                                  | Limite North Vancouver–Vancouver | 23,09–24,42                                    | Pont Ironworkers Memorial Second Narrows au-dessus de la Baie Burrard | Pont Ironworkers Memorial Second Narrows au-dessus de la Baie Burrard                                                  | Pont Ironworkers Memorial Second Narrows au-dessus de la Baie Burrard                                                                               |
| Metro Vancouver                                                                                  | Vancouver                        | 25,03                                          | 25                                                                    | McGill Street | |
| Metro Vancouver                                                                                  | Vancouver                        | 25,03                                          | 26                                                                    | BC-7A (Hastings Street)                                                                                                | Sortie direction est, entrée direction ouest |
| Metro Vancouver                                                                                  | Vancouver                        | 25,39–26,13                                    | Tunnel Cassiar                                                        | Tunnel Cassiar | Tunnel Cassiar |
| Metro Vancouver                                                                                  | Vancouver                        | 26,32                                          | 26                                                                    | BC-7A (Hastings Street)                                                                                                | Sortie direction ouest, entrée direction est |
| Metro Vancouver                                                                                  | Vancouver                        | 27,06                                          | 27                                                                    | 1st Avenue / Rupert Street                                                                                             | |
| Metro Vancouver                                                                                  | Limite Vancouver–Burnaby         | 28,02                                          | 28                                                                    | Boundary Road | Sortie direction est vers Boundary Road sud; entrée depuis Boundary Road vers BC-1 ouest                                                            |
| Metro Vancouver                                                                                  | Burnaby                          | 28,44                                          | 28A                                                                   | Grandview Highway | Sortie direction ouest, entrée direction est |
| Metro Vancouver                                                                                  | Burnaby                          | 28,44                                          | 28B                                                                   | Grandview Highway | Sortie direction ouest, entrée direction est réservée aux voies HOV                                                                                 |
| Metro Vancouver                                                                                  | Burnaby                          | 28,44                                          | Terminus ouest des voies HOV                                          | | |
| Metro Vancouver                                                                                  | Burnaby                          | 29,64                                          | 29                                                                    | Willingdon Avenue | |
| Metro Vancouver                                                                                  | Burnaby                          | 32,26                                          | 32                                                                    | Sprott Street | Sortie direction est, entrée direction ouest |
| Metro Vancouver                                                                                  | Burnaby                          | 33,11                                          | 33                                                                    | Kensington Avenue / Canada Way                                                                                         | Pas d'accès depuis BC-1 ouest vers Kensington Avenue nord                                                                                           |
| Metro Vancouver                                                                                  | Burnaby                          | 37,38                                          | 37                                                                    | Gaglardi Way | |
| Metro Vancouver                                                                                  | Burnaby                          | 39,11                                          | 38                                                                    | Government Street | Sortie direction ouest, entrée direction est réservée aux autobus                                                                                   |
| Metro Vancouver                                                                                  | Coquitlam                        | 40,55                                          | 40                                                                    | Brunette Avenue | |
| Metro Vancouver                                                                                  | Coquitlam                        | 43,68                                          | 44                                                                    | BC-7 (Lougheed Highway) – Burnaby, Centre-ville de Coquitlam                                                           | |
| Metro Vancouver                                                                                  | Coquitlam                        | 43,68                                          | 44                                                                    | rrr BC-7B est (Mary Hill Bypass) / United Boulevard – Maple Ridge                                                      | Sortie direction est, entrée direction ouest; sortie direction ouest via BC-7                                                                       |
| Metro Vancouver                                                                                  | Fleuve Fraser                    | 44,89–46,91                                    | Pont de Port Mann                                                     | Pont de Port Mann | Pont de Port Mann |
| Metro Vancouver                                                                                  | Surrey                           | 48,26                                          | 48                                                                    | 152 Street – Centre-ville de Surrey                                                                                    | Sortie direction est, entrée direction ouest |
| Metro Vancouver                                                                                  | Surrey                           | 49,18                                          | 49                                                                    | 156 Street | Sortie réservée pour les voies HOV |
| Metro Vancouver                                                                                  | Surrey                           | 50,10                                          | 50                                                                    | 104 Avenue / 160 Street – Centre-ville de Surrey                                                                       | |
| Metro Vancouver                                                                                  | Surrey                           | 53,47                                          | 53                                                                    | BC-15 sud (176th Street) – Frontière BC-17 ouest (South Fraser Perimeter Road) – Delta, Aéroport, Traversiers          | BC Ferriers vers Victoria (Swartz Bay) et Nanaimo (Duke Point)                                                                                      |
| Metro Vancouver                                                                                  | Surrey                           | 56,79                                          | 57                                                                    | 192 Street nord | Sortie direction est, entrée direction ouest |
| Metro Vancouver                                                                                  | Langley                          | 58,62                                          | 58                                                                    | 200 Street – Centre-ville de Langley                                                                                   | |
| Metro Vancouver                                                                                  | Langley                          | 59,32                                          | 59                                                                    | 202 Street | Sortie réservée pour les voies HOV |
| Metro Vancouver                                                                                  | Langley                          | 62,12                                          | 61                                                                    | 216 Street | |
| Metro Vancouver                                                                                  | Langley                          | jjjTerminus est des voies HOV                  |                                                                       | | |
| Metro Vancouver                                                                                  | Langley                          | 65,73                                          | 66                                                                    | BC-10 ouest (232 Street) – Langley, Fort-Langley                                                                       | Terminus est de la BC-10 |
| Metro Vancouver                                                                                  | Langley                          | 73,25                                          | 73                                                                    | BC-13 sud (264 Street) – Aldergrove, Frontière                                                                         | Terminus nord de la BC-13 |
| Vallée du FrVallée du FrVallée du Fraser                                                         | Abbotsford                       | 82,89                                          | 83                                                                    | BC-1A ouest (Route Fraser) / Mount Lehman Road – New Westminster, Centre-ville de Surrey, Aéroport                     | |
| Vallée du FrVallée du FrVallée du Fraser                                                         | Abbotsford                       | 86,65                                          | 87                                                                    | Clearbrook Road | |
| Vallée du FrVallée du FrVallée du Fraser                                                         | Abbotsford                       | 90,21                                          | 90                                                                    | McCallum Road | |
| Vallée du FrVallée du FrVallée du Fraser                                                         | Abbotsford                       | 92,96                                          | 92                                                                    | BC-11 (Sumas Way) – Mission, Frontière                                                                                 | |
| Vallée du FrVallée du FrVallée du Fraser                                                         | Abbotsford                       | 95,51                                          | 95                                                                    | Whatcom Road | |
| Vallée du FrVallée du FrVallée du Fraser                                                         | Abbotsford                       | 98,98                                          | 99                                                                    | Cole Road / South Parallel Road – Aire de service                                                                      | Direction est seulement |
| Vallée du FrVallée du FrVallée du Fraser                                                         | Abbotsford                       | 104,52                                         | 104                                                                   | No 3 Road – Yarrow, Lac Cultus                                                                                         | |
| Vallée du FrVallée du FrVallée du Fraser                                                         | Chilliwack                       | 110,16                                         | 109                                                                   | Yale Road ouest | |
| Vallée du FrVallée du FrVallée du Fraser                                                         | Chilliwack                       | 116,05                                         | 116                                                                   | Lickman Road | |
| Vallée du FrVallée du FrVallée du Fraser                                                         | Chilliwack                       | 118,19                                         | 118                                                                   | Evans Road | Sortie direction est, entrée direction ouest |
| Vallée du FrVallée du FrVallée du Fraser                                                         | Chilliwack                       | 119,36                                         | 119                                                                   | Vedder Road | |
| Vallée du FrVallée du FrVallée du Fraser                                                         | Chilliwack                       | 120,53                                         | 120                                                                   | Young Road | Sortie direction ouest, entrée direction est |
| Vallée du FrVallée du FrVallée du Fraser                                                         | Chilliwack                       | 122,79                                         | 123                                                                   | Prest Road | |
| Vallée du FrVallée du FrVallée du Fraser                                                         | Chilliwack                       | 129,21                                         | 129                                                                   | Annis Road | |
| Vallée du FrVallée du FrVallée du Fraser                                                         |                                  | 135,29                                         | 135                                                                   | BC-9 nord – Agassiz, Harrison Hot Springs                                                                              | Terminus sud de la BC-9 |
| Vallée du FrVallée du FrVallée du Fraser                                                         | 138,07                           | 138                                            | Popkum Road – Popkum, Bridal Falls                                    | | |
| Vallée du FrVallée du FrVallée du Fraser                                                         | 146,35                           | 146                                            | Herrling Island                                                       | | |
| Vallée du FrVallée du FrVallée du Fraser                                                         | 151,54                           | 151                                            | Peters Road                                                           | | |
| Vallée du FrVallée du FrVallée du Fraser                                                         | 153,72                           | 153                                            | Laidlaw Road – Jones Lake                                             | | |
| Vallée du FrVallée du FrVallée du Fraser                                                         | Hope                             | 160,09                                         | 160                                                                   | Hunter Creek Road / St. Elmo Road                                                                                      | |
| Vallée du FrVallée du FrVallée du Fraser                                                         | Hope                             | 164,76                                         | 165                                                                   | Flood-Hope Road / Hope Business Road                                                                                   | |
| Vallée du FrVallée du FrVallée du Fraser                                                         | Hope                             | 167,98                                         | 168                                                                   | Flood-Hope Road / Hope Business Road                                                                                   | |
| Vallée du FrVallée du FrVallée du Fraser                                                         | Hope                             | 170,36                                         | 170                                                                   | BC-3 est (Route Crowsnest) – Princeton, Penticton, Osoyoos BC-5 nord (Coquihalla Highway) – Merritt, Kelowna, Kamloops | La BC-1 quitte l'autoroute et bifurque vers le nord; les numéros de sortie se poursuivent sur la BC-5; sortie direction est, entrée direction ouest |
| Vallée du FrVallée du FrVallée du Fraser                                                         | Hope                             | 172,87                                         | Water Avenue Bridge au-dessus du fleuve Fraser                        | Water Avenue Bridge au-dessus du fleuve Fraser                                                                         | Water Avenue Bridge au-dessus du fleuve Fraser |
| Vallée du FrVallée du FrVallée du Fraser                                                         | Hope                             | 174,26                                         |                                                                       | BC-7 ouest (Lougheed Highway) – Mission, Maple Ridge                                                                   | Échangeur |
| Vallée du FrVallée du FrVallée du Fraser                                                         |                                  | 196,72                                         | Tunnel Yale                                                           | Tunnel Yale | Tunnel Yale |
| Vallée du FrVallée du FrVallée du Fraser                                                         | 200,70                           | Tunnel Saddle Rock                             | Tunnel Saddle Rock                                                    | Tunnel Saddle Rock | |
| Vallée du FrVallée du FrVallée du Fraser                                                         | 206,96                           | Tunnel Sailor Bar                              | Tunnel Sailor Bar                                                     | Tunnel Sailor Bar | |
| Vallée du FrVallée du FrVallée du Fraser                                                         | 214,89                           | Pont Alexandra au-dessus du fleuve Fraser      | Pont Alexandra au-dessus du fleuve Fraser                             | Pont Alexandra au-dessus du fleuve Fraser                                                                              | |
| Vallée du FrVallée du FrVallée du Fraser                                                         | 218,90                           | Tunnel Alexandra                               | Tunnel Alexandra                                                      | Tunnel Alexandra | |
| Vallée du FrVallée du FrVallée du Fraser                                                         | 223,58                           | Tunnel Hell's Gate                             | Tunnel Hell's Gate                                                    | Tunnel Hell's Gate | |
| Vallée du FrVallée du FrVallée du Fraser                                                         | 223,90                           | Tunnel Ferrabee                                | Tunnel Ferrabee                                                       | Tunnel Ferrabee | |
| Vallée du FrVallée du FrVallée du Fraser                                                         | 228,74                           | Tunnel China Bar                               | Tunnel China Bar                                                      | Tunnel China Bar | |
| Thompson-Nicola                                                                                  | Lytton                           | 279,51                                         |                                                                       | BC-12 nord – Lillooet                                                                                                  | Terminus sud de la BC-12 |
| Thompson-Nicola                                                                                  | Spences Bridge                   | 315,11                                         |                                                                       | BC-8 est – Merritt | Terminus ouest de la BC-8 |
| Thompson-Nicola                                                                                  | Spences Bridge                   | 315,68                                         | Spences New Bridge au-dessus de la rivière Thompson                   | Spences New Bridge au-dessus de la rivière Thompson                                                                    | Spences New Bridge au-dessus de la rivière Thompson                                                                                                 |
| Thompson-Nicola                                                                                  |                                  | 360,17                                         |                                                                       | BC-97C sud – Ashcroft, Logan Lake, Merritt                                                                             | Terminus nord de la BC-97C |
| Thompson-Nicola                                                                                  | Cache Creek                      | 364,35                                         |                                                                       | BC-97 nord (Cariboo Highway) – Prince George                                                                           | Terminus ouest du multiplex avec la BC-97 |
| Thompson-Nicola                                                                                  | Savona                           | 400,38                                         | Savona Bridge au-dessus de la rivière Thompson                        | Savona Bridge au-dessus de la rivière Thompson                                                                         | Savona Bridge au-dessus de la rivière Thompson |
| Thompson-Nicola                                                                                  | Kamloops                         | 436,34                                         | 362                                                                   | BC-5 sud (Coquihalla Highway) – Merritt, Kelowna, Vancouver                                                            | Terminus ouest du multiplex avec la BC-5; la BC-1 rejoint l'autoroute; numéros de sortie de la BC-5                                                 |
| Thompson-Nicola                                                                                  | Kamloops                         | 440,57                                         | 366                                                                   | Copperhead Drive / Lac Le Jeune Road                                                                                   | |
| Thompson-Nicola                                                                                  | Kamloops                         | 442,25                                         | 367                                                                   | Pacific Way | |
| Thompson-Nicola                                                                                  | Kamloops                         | 443,04                                         | 368                                                                   | BC-5A sud /Hillside Way – Merritt,                                                                                     | Terminus nord de la BC-5A |
| Thompson-Nicola                                                                                  | Kamloops                         | 444,34                                         | 369                                                                   | Columbia Street – Centre-ville                                                                                         | Sortie direction est, entrée direction ouest |
| Thompson-Nicola                                                                                  | Kamloops                         | 444,92                                         | 370                                                                   | Summit Drive – Centre-ville                                                                                            | Sortie direction ouest, entrée direction est |
| Thompson-Nicola                                                                                  | Kamloops                         | 448,41                                         | 374                                                                   | BC-5 nord – Sun Peaks, Jasper                                                                                          | Terminus est du multiplex avec la BC-5 |
| Thompson-Nicola                                                                                  | Kamloops                         | 448,86                                         | 375                                                                   | Battle Street – Centre-ville                                                                                           | Pas de sortie en direction est; terminus est de l'autoroute                                                                                         |
| Thompson-Nicola                                                                                  | Kamloops                         | 457,49                                         | 384                                                                   | Kipp Road / Dallas Drive / Barnhartvale Road                                                                           | Échangeur |
| Thompson-Nicola                                                                                  | Kamloops                         | 462,14                                         | 388                                                                   | Kokanee Way | Échangeur |
| Thompson-Nicola                                                                                  | Kamloops                         | 465,83                                         | 390                                                                   | Lafarge Road | Sortie en direction est |
| Thompson-Nicola                                                                                  | Kamloops                         | 465,83                                         | 391                                                                   | Lafarge Road | Sortie en direction ouest |
| Thompson-Nicola                                                                                  |                                  | 471,86                                         | 396                                                                   | Hook Road | Sortie en direction est |
| Thompson-Nicola                                                                                  | 397                              | 471,86                                         | Sortie en direction ouest                                             | Hook Road | |
| Thompson-Nicola                                                                                  | 474,41                           | 399                                            | BC-97 sud – Vernon                                                    | Terminus est du multiplex avec la BC-97; pas de sortie en direction ouest                                              | |
| Thompson-Nicola                                                                                  | 485,72                           | 411                                            | Pinantan Road / Duck Range Road – Pritchard                           | Échangeur | |
| Thompson-Nicola                                                                                  | Chase                            | 502,60                                         |                                                                       | Brooke Drive | Échangeur en construction |
| Columbia-Shuswap                                                                                 | Blind Bay                        | 528,22                                         |                                                                       | Golf Course Drive / Cedar Drive                                                                                        | Échangeur |
| Columbia-Shuswap                                                                                 |                                  | 534,04                                         |                                                                       | Broderick Creek Frontage Road / White Creek Frontage Road                                                              | Entrée / sortie directes (en) |
| Columbia-Shuswap                                                                                 | 535,44                           |                                                | Broderick Creek Frontage Road / Carlin Road                           | Entrée / sortie directes (en) en direction est                                                                         | |
| Columbia-Shuswap                                                                                 | 535,76                           |                                                | White Lake Road                                                       | Entrée / sortie directes (en) en direction ouest                                                                       | |
| Columbia-Shuswap                                                                                 | Salmon Arm                       | 551,77                                         | 478                                                                   | 10th Avenue SW / First Nations Road / 42nd Street SW                                                                   | Échangeur |
| Columbia-Shuswap                                                                                 | Salmon Arm                       | 557,49                                         |                                                                       | 21st Street NE | Direction est seulement |
| Columbia-Shuswap                                                                                 | Salmon Arm                       | 557,92                                         |                                                                       | 11th Avenue NE | Direction ouest seulement |
| Columbia-Shuswap                                                                                 | Salmon Arm                       | 559,84                                         |                                                                       | BC-97B sud – Vernon | Terminus nord de la BC-97B |
| Columbia-Shuswap                                                                                 | Sicamous                         | 586,68                                         |                                                                       | BC-97A sud – Vernon | Terminus nord de la BC-97A |
| Columbia-Shuswap                                                                                 | Revelstoke                       | 656,38                                         |                                                                       | BC-23 sud – Galena Bay, Nakusp                                                                                         | Terminus ouest du multiplex avec la BC-23 |
| Columbia-Shuswap                                                                                 | Revelstoke                       | 656,93                                         | Pont Revelstoke au-dessus du fleuve Columbia                          | Pont Revelstoke au-dessus du fleuve Columbia                                                                           | Pont Revelstoke au-dessus du fleuve Columbia |
| Columbia-Shuswap                                                                                 | Revelstoke                       | 657,82                                         |                                                                       | BC-23 nord – Mica Creek                                                                                                | Terminus est du multiplex avec la BC-23 |
| Columbia-Shuswap                                                                                 |                                  | 658,73                                         |                                                                       | Promenade des Prés-dans-le-Ciel – Parc national du Mont-Revelstoke                                                     | Échangeur |
| Parc national du Mont-Revelstoke                                                                 |                                  | 675,38                                         | Entrée ouest du Parc national du Mont-Revelstoke                      | Entrée ouest du Parc national du Mont-Revelstoke                                                                       | Entrée ouest du Parc national du Mont-Revelstoke |
| Parc national du Mont-Revelstoke                                                                 | 687,60                           | Entrée est du Parc national du Mont-Revelstoke | Entrée est du Parc national du Mont-Revelstoke                        | Entrée est du Parc national du Mont-Revelstoke                                                                         | |
| Columbia-Shuswap                                                                                 |                                  | 703,17                                         | Paravalanche Jack MacDonald                                           | Paravalanche Jack MacDonald                                                                                            | Paravalanche Jack MacDonald |
| Columbia-Shuswap                                                                                 | 704,02                           | Paravalanche Twins                             | Paravalanche Twins                                                    | Paravalanche Twins | |
| Columbia-Shuswap                                                                                 | 704,78                           | Paravalanche Lanark                            | Paravalanche Lanark                                                   | Paravalanche Lanark | |
| Parc national des Glaciers                                                                       |                                  | 705,41                                         | Entrée ouest du Parc national des Glaciers                            | Entrée ouest du Parc national des Glaciers                                                                             | Entrée ouest du Parc national des Glaciers |
| Parc national des Glaciers                                                                       | 725,27                           | Col Rogers – 1 330 m (4 364 pi)                | Col Rogers – 1 330 m (4 364 pi)                                       | Col Rogers – 1 330 m (4 364 pi)                                                                                        | |
| Parc national des Glaciers                                                                       | 729,56                           | Paravalanche Bench                             | Paravalanche Bench                                                    | Paravalanche Bench | |
| Parc national des Glaciers                                                                       | 730,46                           | Paravalanche Len's                             | Paravalanche Len's                                                    | Paravalanche Len's | |
| Parc national des Glaciers                                                                       | 730,96                           | Paravalanche Tupper #1                         | Paravalanche Tupper #1                                                | Paravalanche Tupper #1                                                                                                 | |
| Parc national des Glaciers                                                                       | 731,75                           | Paravalanche Tupper #2                         | Paravalanche Tupper #2                                                | Paravalanche Tupper #2                                                                                                 | |
| Parc national des Glaciers                                                                       | 732,33                           | Paravalanche Tupper Timber                     | Paravalanche Tupper Timber                                            | Paravalanche Tupper Timber                                                                                             | |
| Parc national des Glaciers                                                                       | 749,90                           | Entrée est du Parc national des Glaciers       | Entrée est du Parc national des Glaciers                              | Entrée est du Parc national des Glaciers                                                                               | |
| Columbia-Shuswap                                                                                 | 749,90                           |                                                | Limite Heure du Pacifique / Heure des Rocheuses                       | Limite Heure du Pacifique / Heure des Rocheuses                                                                        | Limite Heure du Pacifique / Heure des Rocheuses |
| Columbia-Shuswap                                                                                 | 779,63                           | Pont Donald au-dessus du fleuve Columbia       | Pont Donald au-dessus du fleuve Columbia                              | Pont Donald au-dessus du fleuve Columbia                                                                               | |
| Columbia-Shuswap                                                                                 | Golden                           | 806,13                                         |                                                                       | BC-95 sud – Radium Hot Springs, Cranbrook                                                                              | Terminus nord de la BC-95 |
| Columbia-Shuswap                                                                                 | Golden                           | 807,53                                         | 780                                                                   | Golden View Road / Golden Donald Upper Road / Lafontaine Road                                                          | Échangeur |
| Columbia-Shuswap                                                                                 |                                  | 818,44                                         | Pont Donald au-dessus de la rivière Kicking Horse                     | Pont Donald au-dessus de la rivière Kicking Horse                                                                      | Pont Donald au-dessus de la rivière Kicking Horse                                                                                                   |
| Columbia-Shuswap                                                                                 | 830,22                           |                                                | Wapata Road / Beaverfoot Road                                         | Échangeur | |
| Parc national de Yoho                                                                            |                                  | 830,65                                         | Entrée ouest du Parc national de Yoho                                 | Entrée ouest du Parc national de Yoho                                                                                  | Entrée ouest du Parc national de Yoho |
| Parc national de Yoho                                                                            | 877,29                           | Col du Cheval-qui-Rue – 1 627 m (5 338 pi)     | Col du Cheval-qui-Rue – 1 627 m (5 338 pi)                            | Col du Cheval-qui-Rue – 1 627 m (5 338 pi)                                                                             | |
| Parc national de Yoho                                                                            | 877,29                           |                                                | AB-1 est – Banff, Calgary                                             | Continue en Alberta et dans le Parc national Banff; ligne continentale de partage des eaux                             | |
| - Terminus de multiplex - Accès incomplet - Voies HOV - Péage - Non-ouvert - Transition de route |                                  |                                                |                                                                       | | |